# ペンタフルオロキセノン酸テトラメチルアンモニウム
ペンタフルオロキセノン酸テトラメチルアンモニウム（ペンタフルオロキセノンさんテトラメチルアンモニウム、tetramethylammonium pentafluoroxenate）は、化学式が N(CH3)4XeF5 のキセノン化合物である。この化学種のアニオンであるペンタフルオロキセノン酸イオン XeF5−は平面五角形のAX5E2種の最初の例であった。

## 合成
フッ化テトラメチルアンモニウムと四フッ化キセノンの反応によって合成される。N(CH3)4Fは無水の形で合成することができ、有機溶剤に溶けやすいため合成法に選ばれた。

## ペンタフルオロキセノン酸イオン
ペンタフルオロキセノン酸イオン XeF5− は平面形であり、フッ素原子はわずかにゆがんだ五角形に配位している（Xe-F 結合長は197.9-203.4 pmの範囲で、その結合角は71.5-72.3° の範囲）。
テトラメチルアンモニウム塩以外にも、ナトリウム、カリウム、セシウム、ルビジウムとの塩が合成され、それらでもペンタフルオロキセノン酸イオンは同様な平面形となることが振動スペクトルによって示された。